# Палаванска тупая
Палаванската тупая (Tupaia palawanensis) е вид бозайник от семейство Tupaiidae.

## Разпространение и местообитание
Разпространен е във Филипините.